# Kamil Syprzak
Kamil Syprzak (* 23. Juli 1991 in Płock) ist ein Handballspieler aus Polen.

## Karriere

### Verein
Der 2,07 Meter große und 112 Kilogramm schwere Kreisläufer stand bei Wisła Płock unter Vertrag, mit dem er 2011 polnischer Meister wurde. Ab dem Sommer 2015 lief er für den spanischen Erstligisten FC Barcelona auf. Mit Barcelona gewann er 2016, 2017, 2018 und 2019 sowohl die spanische Meisterschaft als auch den spanischen Pokal. Seit der Saison 2019/20 steht er beim französischen Verein Paris Saint-Germain unter Vertrag. Mit Paris gewann er 2020, 2021, 2022, 2023, 2024 und 2025 die französische Meisterschaft sowie 2021 und 2022 den französischen Pokal. In der EHF Champions League der Männer 2023/24 wurde er mit 112 Toren als erster Pole sowie erster Kreisläufer Torschützenkönig der Königsklasse.

### Nationalmannschaft
Mit der polnischen Nationalmannschaft nahm er an den Europameisterschaften 2012, 2014, 2016, 2020, 2022 und 2024, den Weltmeisterschaften 2013 und 2015 sowie an den Olympischen Spielen 2016 in Rio de Janeiro teil. Bei der Weltmeisterschaft 2025 warf er 13 Tore in drei Spielen und belegte mit dem Team den 26. Platz. Er bestritt bislang 178 Länderspiele und erzielte 407 Tore.